# Куонсет Пойнт
Куонсет Пойнт (на английски: Quonset Point) е град в САЩ, който се намира в щата Род Айлънд, окръг Северен Кингстаун. От 1950 до 1980 г. е важна военноморска база на USN. В началото на 90-те години на 20 век постепенно запада. Активно функционира само пристанището за фериботи.